# Gare du Buisson
La gare du Buisson est une gare ferroviaire française de la ligne de Niversac à Agen, située sur le territoire de la commune du Buisson-de-Cadouin, dans le département de la Dordogne, en région Nouvelle-Aquitaine.
Elle est mise en service en 1863 par la Compagnie du chemin de fer de Paris à Orléans (PO). Elle devient une gare de bifurcation en 1879 avec l'ouverture de la dernière section de la ligne de Libourne au Buisson.
C'est une gare voyageurs de la Société nationale des chemins de fer français (SNCF) du réseau TER Nouvelle-Aquitaine, desservie par des trains express régionaux.

## Situation ferroviaire
Établie à 63 mètres d'altitude, la gare de bifurcation du Buisson est située au point kilométrique (PK) 557,386 de la ligne de Niversac à Agen, entre les gares du Bugue et de Siorac-en-Périgord, sur une section à deux voies qui va de la bifurcation du Buisson à celle de Siorac-en-Périgord.
Elle est également l'aboutissement, au PK 644,203, de la ligne de Libourne au Buisson, après la gare de Trémolat. 

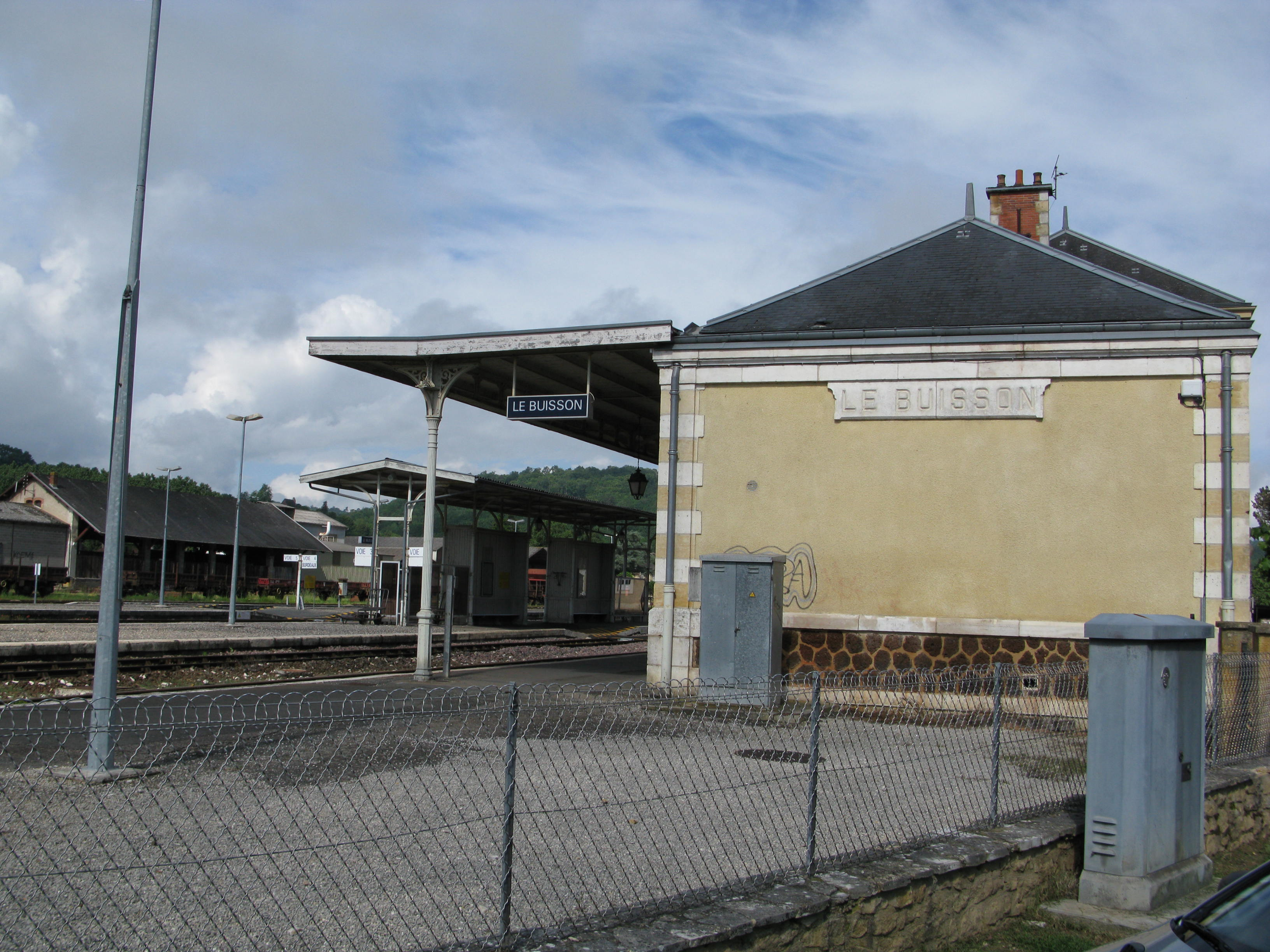
L'intérieur de la gare.

## Histoire
La « station du Buisson » est mise en service le 3 août 1863 par la Compagnie du chemin de fer de Paris à Orléans (PO), lorsqu'elle ouvre à l'exploitation la ligne à voie unique de Niversac à Agen.
En 1878 la recette annuelle de la station de « Le Buisson » est de 98 454 francs. 
En 1879 elle devient une gare de bifurcation avec la mise en service, le 28 juin 1879, de la section de Bergerac au Buisson. À cette occasion, les anciennes installations, notamment le modeste bâtiment voyageurs (bv), toujours visible est complété par la construction d'une nouvelle et importante gare 1882/1884 et des installations complémentaires, comme un dépôt de locomotives et un triage situé côté pair de la ligne.
La recette annuelle de la gare est de 66 726 francs en 1881, de 75 039 francs en 1882 et de 70 454 francs en 1886.
En 2012, le bâtiment voyageurs et ses abords sont modernisés et mis en accessibilité pour les personnes à mobilité réduite.
En 2014, c'est une gare voyageurs d'intérêt local (catégorie C : moins de 100 000 voyageurs par an de 2010 à 2011), qui dispose de trois quais (dont deux centraux), deux abris et deux traversées de voie à niveau par le public (TVP).

## Fréquentation
La fréquentation de la gare est détaillée dans le tableau ci-dessous :
|           | 2015   | 2016   | 2017   | 2018   | 2019   | 2020   | 2021   | 2022   | 2023   |
| --------- | ------ | ------ | ------ | ------ | ------ | ------ | ------ | ------ | ------ |
| Voyageurs | 52 212 | 47 744 | 49 851 | 43 165 | 36 727 | 23 717 | 33 183 | 45 599 | 48 018 |

## Service des voyageurs

### Accueil
Gare SNCF, elle dispose d'un bâtiment voyageurs, avec guichet, ouvert tous les jours.
Deux passages à niveau planchéié permettent la traversée des voies et l'accès aux quais.

### Desserte
Le Buisson est une gare voyageurs du réseau TER Nouvelle-Aquitaine, desservie par des trains express régionaux des relations : Bordeaux-Saint-Jean - Sarlat (Ligne 26) et Périgueux - Agen (ligne 48).

### Intermodalité
Un parc pour les vélos et un parking pour les véhicules y sont aménagés.

## Galerie de photos

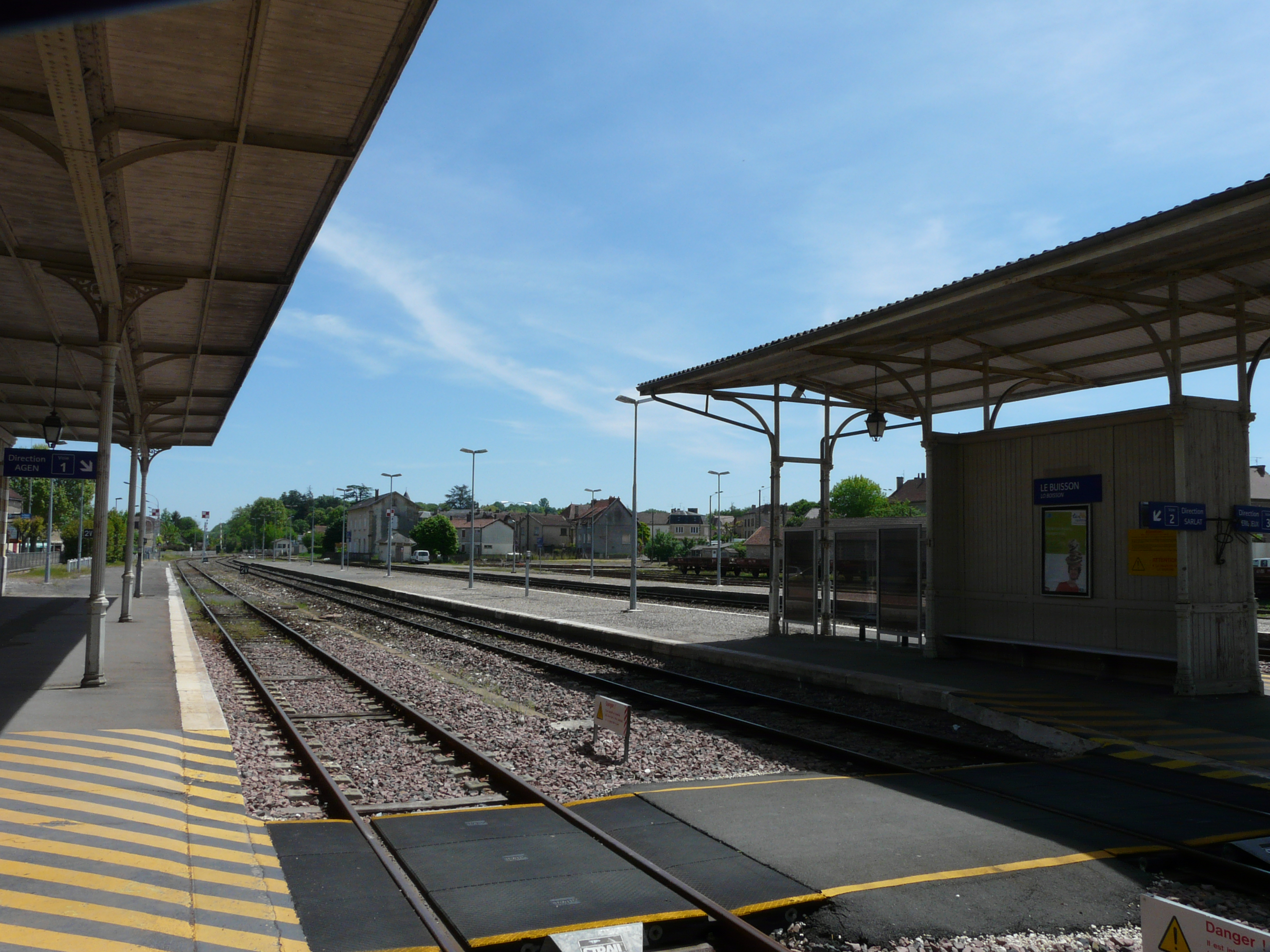
Les voies en direction d'Agen.
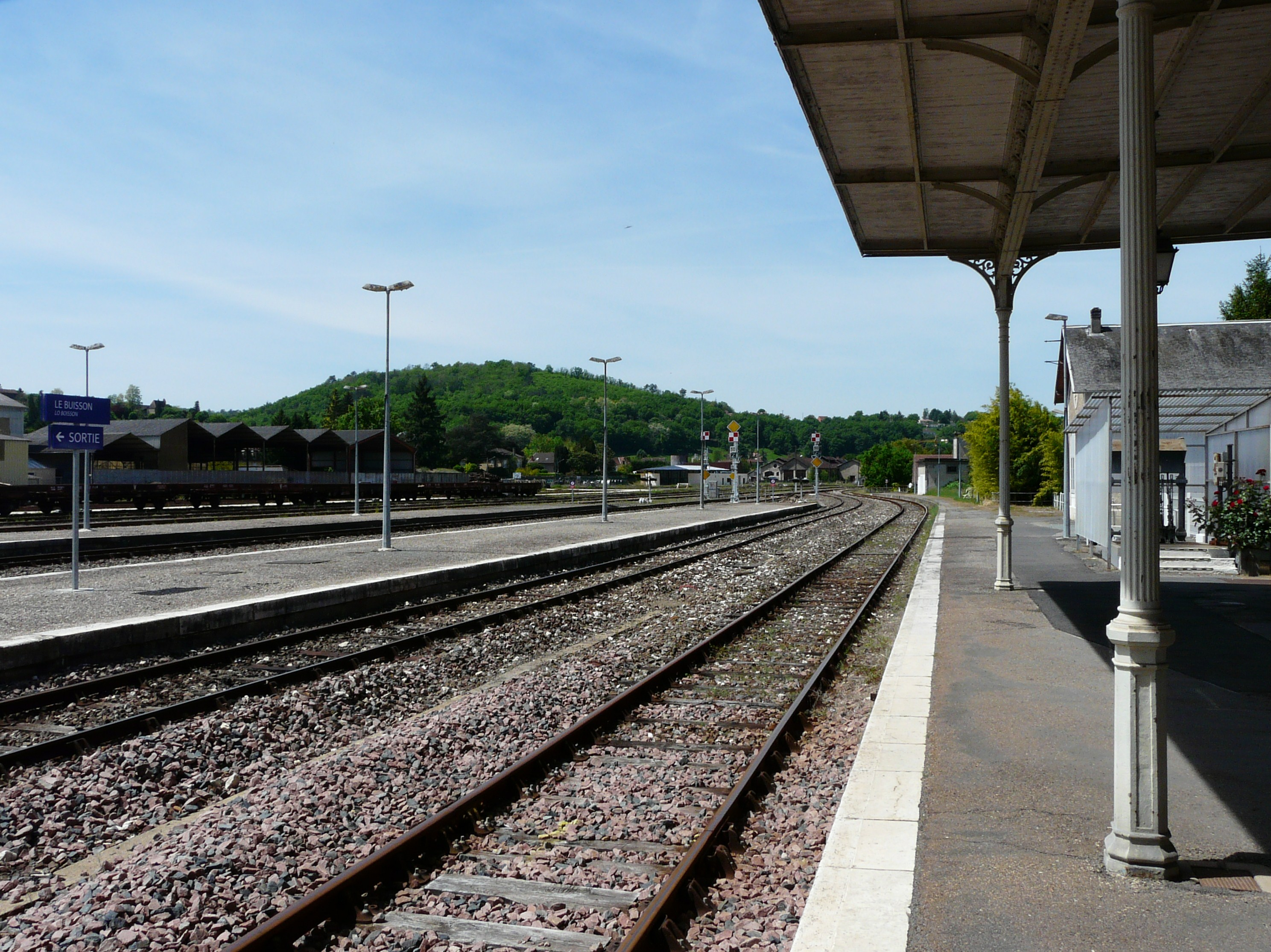
Les voies en directions de Périgueux et de Libourne.